# بنجامين فرانكلين جونز
بنجامين فرانكلين جونز (بالإنجليزية: Benjamin Franklin Jones)‏ هو محامي وسياسي أمريكي، ولد في 31 ديسمبر 1869، وتوفي في 1945. حزبياً، نشط في الحزب الجمهوري. وقد انتخب عضو جمعية نيوجيرسي العامة.